# Riverton (Wyoming)
Riverton é uma cidade localizada no estado norte-americano de Wyoming, no Condado de Fremont.

## Demografia
Segundo o censo norte-americano de 2000, a sua população era de 9310 habitantes.
Em 2006, foi estimada uma população de 9728, um aumento de 418 (4.5%).

## Geografia
De acordo com o United States Census Bureau tem uma área de
25,3 km², dos quais 25,3 km² cobertos por terra e 0,0 km² cobertos por água.

## Localidades na vizinhança
O diagrama seguinte representa as localidades num raio de 68 km ao redor de Riverton.